# Umberto Branchini
Umberto Branchini (ur. 17 lipca 1914 w Modenie, zm. 19 marca 1997) – włoski menedżer bokserski.
Pod swoją opieką miał 10 mistrzów świata i 43 mistrzów Europy, do których należeli: Rocky Mattioli, Miguel Angel Cuello, Chartchai Chionoi, Pedro Carrasco, Francesco Damiani, Maurizio Stecca, Franco De Piccoli i Salvatore Burruni.
W 2004 roku został wprowadzony do Międzynarodowej Galerii Sław Boksu.